# 吴义强
吴义强（1967年7月27日—），河南固始人，现任中南林业科技大学党委副书记、校长，学术专攻是木竹、秸秆资源高效利用与人造板绿色低碳制造。2021年当选中国工程院院士。

## 生平
1967年7月，吴义强出生在河南省固始县。1991年，吴义强从中南林业科技大学木材机械加工专业毕业，留校任教，曾出任中南林业科技大学材料科学与工程学院副院长、党总支书记、院长，2016年5月，任中南林业科技大学党委委员、副校长。2021年1月，任中南林业科技大学党委副书记。2021年11月当选中国工程院农业学部院士。2022年10月，升任中南林业科技大学党委副书记、校长。
2005年，吴义强取得日本愛媛大學生物质资源利用学博士学位。

## 奖项
- 2010年度国家科技进步二等奖（无烟不燃木基复合材料制造关键技术）[4]
- 2018年度国家科技进步二等奖（农林剩余物功能人造板低碳制造关键技术与产业化）[4]
- 全国创新争先奖1项
- 国家教学成果二等奖1项

## 头衔
- “长江学者”特聘教授
- 国家首批“万人计划”中青年科技创新领军人才
- 国务院学位委员会林业工程学科评议组成员
- 教育部林业工程教学指导委员会副主任委员

## 荣誉
- 全国优秀教师
- 全国教育科研先进工作者
- 中国工程院农业学部院士[5]